# Federica Guidi
Pour les articles homonymes, voir Guidi.
Federica Guidi (née en 1969 à Modène) est un chef d'entreprise devenue le 22 février 2014 ministre du Développement économique du gouvernement Renzi. Le 31 mars 2016, elle annonce sa démission à la suite de la mise en cause de son conjoint dans une affaire de « trafic d'influence ».